# Trilophosauria
Los trilofosaurios (Trilophosauria) o trilofosáuridos (Trilophosauridae) son un orden (o familia, según el autor) de saurópsidos, diápsidos, arcosauromofos, que vivieron a finales del período Triásico, en Europa y Norteamérica.
El género más conocido es Trilophosaurus, un herbívoro de unos 2,5 metros de largo. Tenía un cráneo  corto y pesado, equipado con dientes en la mejillas, planos y grandes, con el corte agudo emerge para cortar el material vegetal resistente. Los dientes están ausentes en el premaxilar y del frente de la mandíbula inferior; probablemente en vida estuvieron equipadas de un pico córneo. El cráneo es también inusual ya que carece de la ventana temporal inferior, dando el aspecto del cráneo de un euriápsido, por lo que los trilofosáuridos fueron clasificados originalmente como Placodontia, en el grupo Sauropterygia. Carroll (1988) sugirió que la abertura inferior pudo haberse perdido para fortalecer el cráneo.